# Sfax
Sfax (صفاقس), al doilea mare oraș și centru economic din Tunisia, este un oraș port din est situat la aproximativ 270km de Tunis. Bogat în industriile sale și portul său, orașul joacă un rol de lider economic pentru exportul de ulei de măsline și pește proaspăt sau congelat. Sfax este un om de afaceri oraș care are sediul cea mai mare bancă privată. Sfax, de asemenea, are un potential turistic care nu este încă pe deplin exploatat prezența unor site-uri interesante, cum ar fi Medina (vechi oraș cu un zid încă prezente în centrul orașului) și Thyna. Sfax are 265 131 locuitori în anul 2000 - un oraș, Sfax Grand, aproximativ 500 000 de locuitori - și arată ca un oraș foarte mare (peste 220 de km2, la fel de mult ca și orașul Tunis, care are de patru ori mai mult locuitori), plat și se află într-o țesătură urbană structurat de axe de comunicare in panza de paianjen. Se învecinează la est de Marea Mediterană și la începutul Golfului Gabes.Sfax este primul port comercial din Tunisia în termeni de trafic (2000) și al doilea în ceea ce privește valoarea.

## Orașe înfrățite
- Dakar (Senegal) din 1965
- Marbourg (Germania) din 1971
- Casablanca (Maroc) din 1981
- Safi (Maroc) din 1982
- Oran (Algeria) din 1989
- Grenoble (Franța) din 1998
- Mahacikala (Rusia) din 1990